# Fo Guang Shantempel (Auckland)

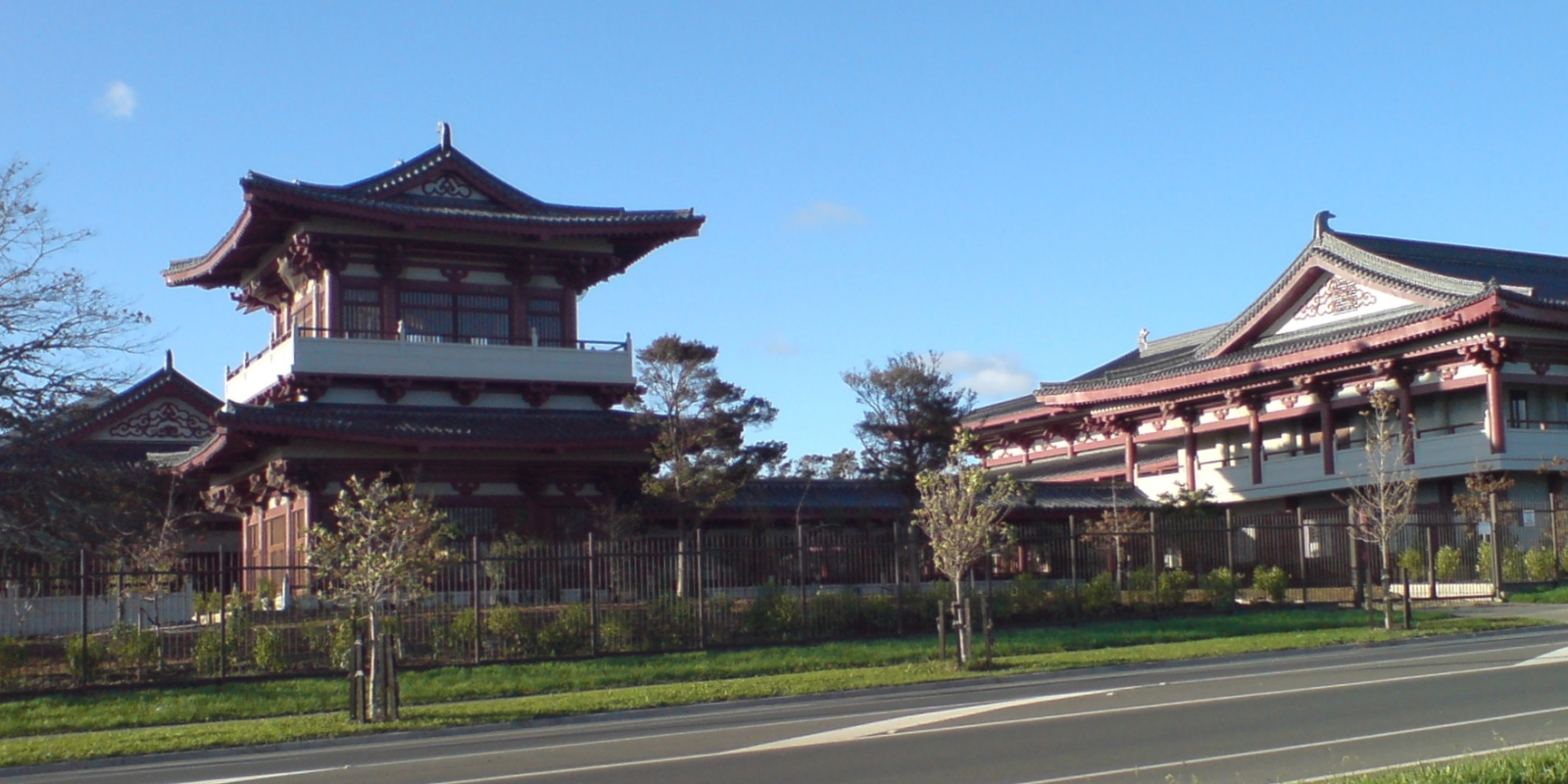
De tempel vanuit Stancombe Road gezien

De Fo Guang Shantempel is een grote tempel en gemeenschapscentrum van Fo Guang Shan in de East Tamaki/Flatbush voorstad van Auckland, Nieuw-Zeeland. Het is de grootste boeddhistische tempel van het land, waarvan de bouw zeven jaar in beslag nam en een som geld van 20 miljoen Nieuw-Zeelandse dollars. De tempel is gebouwd in Tang-dynastiestijl. De tempel heeft een groot beeld van boeddha en een twee ton zware klok.
Eind 2007 werd de tempel geopend. De tempel promoot het Humanistische boeddhisme. Ze staat open voor zowel boeddhisten als niet-boeddhisten. De tempel geeft behalve religieuze lessen ook cursussen Chinese kalligrafie, Chinese taal, yoga en verdedigingkunst. De tempel heeft een eigen Chinese school met ongeveer driehonderd leerlingen.